# 떼루아 (드라마)
《떼루아》(프랑스어: Terroir)는 2008년 12월 1일부터 2009년 2월 17일까지 방송되었던 SBS 월화 드라마로 포도주를 소재로 다루었다.
원래는 토양을 의미하는 프랑스 단어이지만, 포도주(Grape Wine)가 만들어지는 모든 환경. 즉, 포도가 자라는 토양과 기후 조건, 자연 조건 그리고 만드는 사람의 정성 등을 뜻하는 의미로 해석된다.
한편, SBS는 해당 작품에 앞서 《공부의 신》을 내보낼 예정이었으나 판권 문제 때문에 편성이 불발됐다가 뒷날 KBS 2TV에서 편성됐다.
아울러, 국내 최초의 와인 드라마로 화제를 모았으나 드라마 자체의 흡입력 부족, 평범한 스토리-진부하고 억지적인 구성-평면적인 캐릭터 등의 이유 탓인지 한자릿수 시청률로 기대 이하의 성적에 그쳤다.

## 제작진
- 제작사 : 예당엔터테인먼트
- 연출 : 김영민
- 극본 : 황성구
- 조연출 : 박주연, 최지영
- 기획 : 김영섭
- 제작 : 정창엽, 최준영
- 제작총괄 : 이미지
- 프로듀서 : 박상주, 이규진, 최혜원
- 촬영 : 서득원
- 조명 : 김동률
- 동시녹음 : 김해성
- 미술 : 이태훈
- 소도구 : 허세민
- 카메라 : 정종범, 장덕환, 윤병직, 박윤민
- 조명 : 이승민, 이정환, 허윤철, 송용훈, 장호준
- 미술총괄 : 아트서비스
- 세트 : 차봉은
- 분장 : SBS 아트텍 김봉천, 김나연
- 미용 : 조진영
- 의상 : SBS아트텍 이성훈, 김윤희, 윤민
- 특수효과 : 민치순
- CG : 김성수
- 스틸 : 최인호
- 메이킹 : 김희선

## 등장 인물

### 주요 인물
- 김주혁 : 강태민 역
- 한혜진 : 이우주 역 (아역 : 안서현)
- 유선 : 안지선 역
- 기태영 : 조이 박 역

### 가족들
- 박병호 : 강회장 역
- 정호빈 : 강정태 역
- 전성환 : 이무강 역

### 떼루아 식구들
- 전수경 : 옥림이모 역
- 김병세 : 앙드레 임 역
- 채영인 : 조민지 매니저 역
- 김재승 : 이재주 역

### 그외 인물들
- 류현경 : 공육공 역
- 송승환 : 양승걸 대표 역
- 유현수 : 김준수 역
- 이하니 : 진하영 역
- 박태경 : 황계동 역
- 장효진 : 신대리 역
- 박길수 : 오춘배 역
- 이태성 : 단별 역
- 임채홍 : 이우건 역
- 김성훈 : 매니저 역
- 송보은 : 소믈리에 역
- 이제니 : 권미숙 역
- 민준현 : 조이박 선배 역
- 김광산 : 건달 역
- 이상현 : 디자인 실장 역
- 타카기 리나 : 와인전문가 역
- 권혁풍 : 전상진 역
- 윤기원 : 맞선남 역
- 이성민 : 진상 손님 역
- 백재진
- 송지안
- 강서은
- 이정민
- 송귀현 : 강태민의 아빠 역
- 김정하 : 강태민의 엄마 역

## 결방
- 2008년 12월 29일 - 9시 55분부터 《2008 SBS 가요대전》 편성[5]
- 2008년 12월 30일 - 8시 50분부터 《2008 SBS 연예대상》 1 ~ 2부 편성[6]
- 2009년 1월 26일 - 9시 30분부터 특선영화 《바르게 살자》 편성[7]
- 2009년 1월 27일 - 9시 40분부터 특선영화 《우리 생애 최고의 순간》 편성[8]